# Cueva de Urrecázulo
La cueva de Urrecázulo es una gruta situada en el municipio español de Valle de Achondo, en la provincia de Vizcaya.

## Descripción
La cueva está situada en la parte occidental del valle de Aramayona, dentro del término municipal de Valle de Achondo. Aparece descrita en el tomo de la Geografía general del País Vasco-Navarro dedicado a Vizcaya y coordinado por Carmelo de Echegaray Corta, con las siguientes palabras:

Hay abierta una mina de cobre en el punto llamado Larrano, conocida por Urrecázulo, en la que existen antiguas galerías. Registrada en 1739, fué hallado en su parte más interna el cadáver de un extranjero tan admirablemente conservado, que permanecía de rodillas, arrimado á una de sus paredes. El mismo año de 1739 bajó á uno de sus pozos, por medio de una soga, un alemán llamado Juan Crispín, el cual, así qué llegó al fondo, la soltó para que bajasen por ella otros de sus compañeros; pero observando éstos que no contestaba á las voces que le daban y que exhalaba el pozo pestíferos miasmas, desistieron de su empeño, en la seguridad de que Crispín se había asfixiado.
(Echegaray Corta, 1915-1921, pp. 715-716)